# Cyperus microcephalus
Cyperus microcephalus är en halvgräsart som beskrevs av Robert Brown. Cyperus microcephalus ingår i släktet papyrusar, och familjen halvgräs.

## Underarter
Arten delas in i följande underarter:
- C. m. chersophilus
- C. m. microcephalus
- C. m. saxicola